# Mundo Ripilica - As Aventuras de Lilica, a Coala
Mundo Ripilica - As Aventuras de Lilica, a Coala é uma série de TV de animação brasileira, criada por Beth Carmona, Bruno Bask, Eduardo Nakamura e Vanessa Fort e dirigida por Humberto Avelar, produzida por Paula de Oliveira. Realização de Marissol S/A e Coprodução de MonoStudio e Singular.

## Enredo
O Mundo Ripilica é o lugar em que o sonho e a brincadeira se tornam realidade. Na animação, a coala Lilica ganha vida na companhia de Donna - sua amiga inseparável - e juntas viverão grandes aventuras, tendo a amizade sempre como tema central. Todas as brincadeiras, desejos e sonhos infantis permeiam a série, que nesta primeira temporada conta com 10 episódios, de sete minutos cada, além de clipes musicais.

## Produção
“ A animação é resultado do nosso desejo de nos conectarmos com o público infantil por meio do entretenimento, tendo como premissa um conteúdo de qualidade e desenvolvido com responsabilidade. Para isso pensamos na Lilica, como protagonista em uma animação leve, saudável e que estimula a imaginação das crianças”, conta Mário Paravisi, Gerente de Experiência de Marca da Marisol S.A.
A animação é realizada pela Marisol S.A e um time de peso foi escolhido pela companhia para dar vida à Lilica. Beth Carmona, da Singular, Mídia & Conteúdo, além de fazer parte da equipe de criação é a produtora executiva da série. Ela já foi diretora de programação da TV Cultura, do Discovery Kids America Latina e 
Disney Channel Brasil, e esteve envolvida em produções de qualidade como Castelo Rá-tim-bum, Mundo da Lua e Um Menino Muito Maluquinho. Vanessa Fort, autora, roteirista e produtora criativa de projetos infantojuvenis para canais de televisão, soma a equipe criativa ao lado de Bruno Bask e Eduardo Nakamura, que já tiveram ilustrações  e animações destacadas e premiadas , sempre realizadas pela Mono Estudios de Animação.
Integram também a equipe o cineasta de animação, Humberto Avelar - premiado em festivais de cinema dentro e fora do Brasil, como diretor geral da série. Helio Ziskind, que entre diversos trabalhos também é o criador da trilha sonora do Cocoricó, outro programa infantil de grande sucesso da TV Cultura também faz parte do time, ao lado da Ultrassom, que desenvolveu toda a parte musical, vozes e trilha, sob a direção do Ruben Feffer. A produtora é conhecida, entre outros trabalhos, por ter desenvolvido a parte musical do longa O Menino e o Mundo, que representou o Brasil no Oscar 2016, na categoria animação.
Mário Paravisi conta que entre desenvolvimento do projeto e finalização dos episódios, foram quase três anos. “ Por conta da característica inovadora de pensar e desenvolver um projeto de conteúdo, tivemos que começar do zero, e isso toma um grande investimento de tempo e dedicação, além do financeiro, é claro. Também fizemos tudo com muita calma, e buscamos no mercado os melhores parceiros para desenvolver toda a plataforma, essa que foi, sem dúvida, a etapa mais desafiadora. Os resultados de todo esse envolvimento da equipe superaram todas as expectativas, e em breve poderá ser conferido de perto pela criançada, e arrisco a dizer que também agradará os papais e as mamães”, complementa o executivo.

## Episódios
| Temporada | Temporada | Episódios | Exibição original      | Exibição original      |
| Temporada | Temporada | Episódios | Estreia de temporada   | Final de temporada     |
| --------- | --------- | --------- | ---------------------- | ---------------------- |
|           | 1         | 10        | 18 de novembro de 2017 | 17 de dezembro de 2017 |